# Người Aquitani

Người Aquitani và các bộ lạc Tiền Ấn-Âu khác

Người Aquitani (tiếng Latin: Aquitani) là một tộc người sinh sống ở vùng đất mà ngày nay là miền Nam Aquitaine và tây nam Midi-Pyrénées của Pháp, vùng đất được người La Mã gọi là Gallia Aquitania, trong khu vực nằm giữa dãy Pyrenees, Đại Tây Dương và sông Garonne, tây nam nước Pháp ngày nay. Các tác giả cổ đại như Julius Caesar và Strabo phân biệt họ một cách rõ ràng với các dân tộc khác của xứ Gaul và Hispania (bán đảo Iberia). Cùng với quá trình La Mã hoá diễn ra trong suốt những thế kỷ nằm dưới sự cai trị của đế quốc La Mã, họ đã chấp nhận ngôn ngữ Latin (tiếng Latin bình dân) và nền văn minh La Mã. Ngôn ngữ cổ của họ, tiếng Aquitani, đã trở thành nền tảng cho tiếng Gascon (một loại ngôn ngữ La Tinh) được nói ở vùng Gascony.

## Lịch sử
Vào thời điểm diễn ra cuộc chinh phục của người La Mã, Julius Caesar đã đánh bại họ trong chiến dịch của ông ta ở Gaul và mô tả họ như là một dân tộc khác biệt của xứ Gaul:
Toàn bộ Gaul được chia thành ba vùng, một trong số đó là nơi người Belgae sống, người Aquitani cũng thế, những người mà trong ngôn ngữ của họ được gọi là người Celt, trong khi người Gaul của chúng tôi, thứ ba. Tất cả họ khác nhau về ngôn ngữ, phong tục và luật pháp. Con sông Garonne chia tách người Gaul khỏi người Aquitani

Bất chấp những liên quan về văn hoá và ngôn ngữ rõ ràng với Iberia (Vascones) và người Iberes, theo như Caesar thì khu vực Aquitania là một phần của xứ Gaul và kết thúc ở dãy Pyrenees:
Aquitania kéo dài từ sông Garonne tới dãy núi Pyrenæan và tới phần kia của đại dương mà sát Tây Ban Nha: nó giống như nằm trong khoảng thời gian giữa mặt trời lặn và ngôi sao phía bắc

## Các bộ lạc

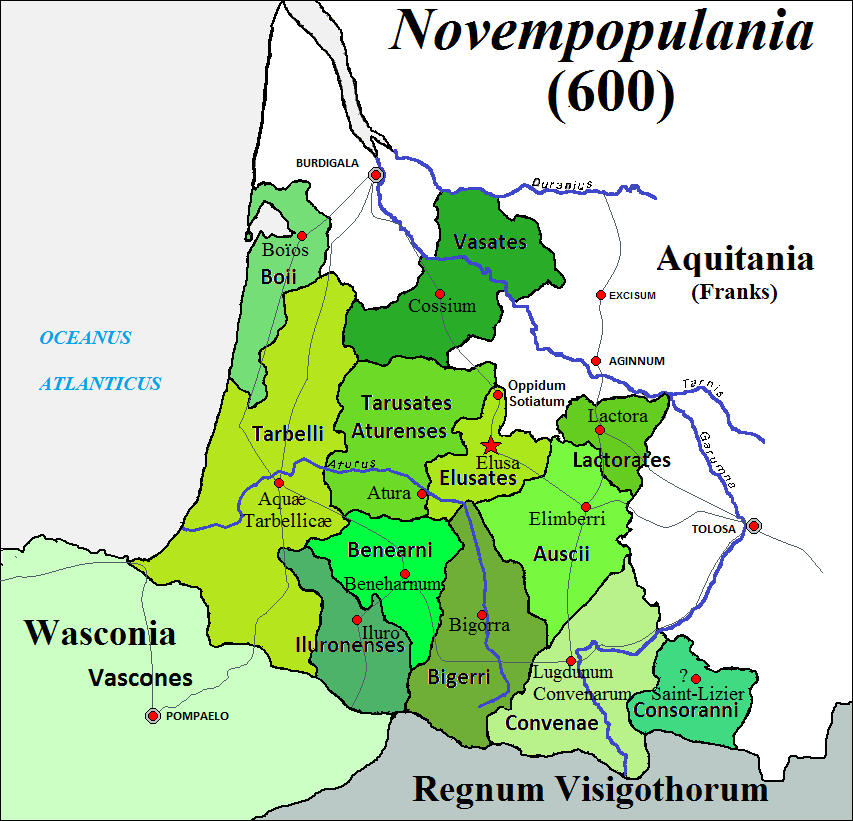
Sự phân bố của các bộ lạc ở Novempopulania vào giai đoạn cuối thế kỷ thứ 6 CN

Mặc dù vùng đất nơi những người Aquitani ban đầu sinh sống được gọi tên là Novempopulania (chín dân tộc) vào những năm cuối của đế quốc La Mã và giai đoạn đầu thời kỳ Trung cổ (đến thế kỷ thứ 6), số lượng các bộ lạc đã thay đổi (theo Strabo là 20 nhưng so sánh với thông tin của các tác giả cổ đại khác như Pliny, Ptolemy và Julius Caesar, thì tổng số là 32 hoặc 33):
- Apiates/Aspiates ở thung lũng Asp (Valée d'Asp)
- Aturenses dọc theo bờ sông Adour (Aturus)
- Arenosii hoặc Airenosini ở thung lũng Aran, (thượng nguồn thung lũng sông Garonne), là một phần của Aquitania và không thuộc Hispania vào thời đế quốc La Mã.
- Ausci ở phía đông xung quanh Auch (Elimberris, thủ phủ của Aquitania)
- Benearni hoặc Benearnenses/Venarni ở trong và xung quanh vùng hạ Béarn, Pau, Pyrénées-Atlantiques
- Bercorates/Bercorcates
- Bigerriones hoặc Begerri ở phía Tây tỉnh Hautes-Pyrénées của Pháp (thời Trung cổ là công quốc Bigorre)
- Boiates/Boates/Boii Boiates/Boviates ở vùng đất ven biển của Pays de Buch và Pays de Born, phía Tây bắc của Landes
- Camponi
- Cocosates/Sexsignani ở phía Tây tỉnh Landes
- Consoranni trong khu vực những nhánh suối của thượng nguồn sông Garonne thuộc tỉnh Couserans cũ, ngày nay là nửa phía Tây của tỉnh Ariège và cực nam của Haute-Garonne
- Convenae, ở phía đông nam (thượng nguồn thung lũng Garonne) và ở trong cùng khu vực xung quanh của Lugdunum Convenarum
- Elusates ở phía đông bắc xung quanh Eauze (trước kia là Elusa)[4]
- Datii ở thung lũng Osse (Valée d'Osse)
- Gates nằm giữa người Elusates và người Ausci
- Iluronenses ở trong và khu vực xung quanh Iluro (Oloron-Sainte-Marie)
- Lactorates hoặc Lectorates ở trong và khu vực xung quanh Lectoure[4]
- Monesii hoặc Osii hoặc Onesii ở thượng nguồn thung lũng sông Garonne (Louchon), chỉ được đề cập trong tác phẩm Geographica của Strabo
- Onobrisates ở Nébouzan
- Oscidates ở các thung lũng và các sườn dốc phía Tây của dãy Pyrenees, tại Ossau, thượng Béarn, phía nam của người Iluronenses
  - Oscidates Campestres
  - Oscidates Montani
- Ptianii ở Orthez
- Sassumini/Lassumini/Lassunni
- Sibyllates hoặc Suburates có thể xung quanh Soule/Xüberoa và Saubusse; cũng là bộ lạc Sibuzates/Sibusates? được Cæsar đề cập tới
- Sotiates ở phía bắc khu vực xung quanh Sos-en-Albret (phía nam của tỉnh Lot-et-Garonne)
- Succasses
- Tarbelli hoặc Tarbelii/Quattuorsignani dọc theo bờ biển của tỉnh Landes, cùng với Dax (Aquis Tarbellicis)
- Tarusates ở thung lũng Midou, Douze và Midouze, phía đông của người Cocosates và Tarbelli
- Tarusci ở thượng nguồn thung lũng sông Ariège thuộc tỉnh Foix cũ, ngày nay là nửa phía đông của tỉnh Ariège
- Umbranici
- Vellates ở thượng nguồn thung lũng sông Bidassoa
- Venami/Venarni
- Vasates/Volcates ở phía bắc xung quanh Bazas (phía bắc tỉnh Gironde)

Những tộc người có quan hệ họ hàng với người Aquitani:
- Iacetani ở thượng nguồn thung lũng sông Aragon, ở trong và xung quanh Jaca, ở sườn dốc phía nam thuộc phía Tây của dãy Pyrenees, ngày nay là tây bắc Aragon, Tây Ban Nha
- Vascones tại sườn dốc phía Nam ở miền Tây của dãy Pyrenees, ngày nay là Navarra, Tây Ban Nha